# ジュネーヴ協定
ジュネーヴ協定（ジュネーヴきょうてい）は、第一次インドシナ戦争を終結させるために1954年にスイスのジュネーヴで開かれた和平会談によって合意された休戦協定。
この協定はベトナムが南北に分かれた分断国家となる原因となった。
なお、戦時国際法による捕虜の扱いを記述しているジュネーヴ条約とは全く別である。

## 背景
ベトナム独立同盟（ベトミン）は、1945年の日本の降伏によって生じた軍事的空白を利用してベトナム八月革命を起こし、ハノイでベトナム民主共和国の独立を宣言した。だが、第二次世界大戦後にインドシナに復帰したフランス軍との間で第一次インドシナ戦争が勃発し、フランス軍によって都市部を追われたベトミンは農村部で遊撃戦を展開した。
フランスは1949年にベトナム国（バオ・ダイ政府）を樹立させてベトナム人を味方に引き入れようとしたが、同年にベトナムと隣接する中国で中華人民共和国が成立し、更に1950年に朝鮮戦争が勃発してアジアにおける冷戦の対立が激化すると、ベトミンは中国から大量の軍事援助を受け、フランス駐留軍に対する攻勢を始めた。一方、フランス国内では厭戦気分が広がり、戦争の継続はフランス政府の負担となり始めた。
1954年に入ってベトナム北西部のディエン・ビエン・フーで決戦の時が迫ると、ようやく和平会談が開催される運びとなった。

## 和平会談
1954年4月26日、スイスのジュネーヴに関係国の代表が集まり、インドシナ和平会談が開始された。参加国はフランス、アメリカ合衆国、イギリス、ベトナム国、カンボジア、ラオス王国、ベトナム民主共和国（ヴェトミン）、ソビエト連邦、中華人民共和国であった。同時に韓国と北朝鮮の代表も参加して朝鮮半島問題も話し合われたが、すでに朝鮮戦争休戦協定で停戦が実現していた朝鮮半島については何の進展も得られなかった。
インドシナ和平交渉は難航したが、5月にディエンビエンフーの戦いでフランス軍が大敗し、6月にフランス首相に就任したピエール・マンデス＝フランスが1ヶ月以内の和平実現を公約すると、ようやく参加国間で歩み寄りがみられるようになった。ベトナム民主共和国（ヴェトミン）側のファム・ヴァン・ドン率いる代表団は国土の大部分を制圧していることを背景に、軍事境界線の設定などにおいて最後まで強硬姿勢を崩さなかったが、会談の最終日にソ連・中国両国による説得に応じて妥協し、7月21日に和平協定が成立した。

## 合意内容
- インドシナ諸国（ベトナム、カンボジア、ラオス）の独立
- 停戦と停戦監視団の派遣
- ベトミン軍の南ベトナムからの撤退とフランス軍の北ベトナム、カンボジア、ラオスからの撤退
- ベトナムを17度線で南北に分離し、撤退したベトミン軍とフランス軍の勢力を再編成した上で、1956年7月に自由選挙を行い統一を図る

合意はベトナム民主共和国、中華人民共和国、ソ連、フランス、イギリスが署名するも、アメリカとベトナム国は署名しなかった。

## 停戦後の動向
フランスはインドシナ半島から撤退し、北ベトナム（ベトナム民主共和国の暫定支配地域）から200万人のベトナム人が南ベトナム（ベトナム国の暫定支配地域）へ逃れた。ベトナム国ではゴ・ディン・ジエムがバオ・ダイを追放してベトナム共和国政府を樹立する一方、北ベトナムと自由選挙に関する協議を行うことを拒否した為、協定で定められた南北統一選挙は実現しなかった。このためベトナム統一をめぐって南北が競い合い、北ベトナムがゲリラを送り、これに対してアメリカ軍も軍事介入してベトナム戦争（第二次インドシナ戦争）に発展していく。